# José Rodríguez de Castro
José Rodríguez de Castro (1739-1789), hebraísta y bibliógrafo español.

## Biografía
Sobrino del ilustrado abogado Manuel Lanz de Casafonda, fue discípulo y colaborador de Miguel Casiri y emprendió la edición de una ambiciosa Biblioteca Española (1781-1786) redactada en castellano y cuyo primer tomo se imprimió significativamente un año antes que la reedición de las Bibliothecas de Nicolás Antonio. La obra pretendía hacer una gran reseña bibliográfica de la producción rabínica española; sin embargo, recibió importantes vapuleos críticos por parte de Tomás Antonio Sánchez y Juan Antonio Pellicer. Murió prematuramente sin haber logrado publicar el tomo tercero.
- Datos: Q5945183